# فيليكيي راكوفيتس (زاكارباتسكا)
فيليكيي راكوفيتس (Великий Раковець) هي مدينة في مقاطعة زاكارباتسكا في أوكرانيا.
يبلغ عدد سكانها حوالي 4,493 نسمة.